# Казантаев, Ганибек Конысбекович
Ганибек Конысбекович Казантаев (каз. Ғанибек Қонысбекұлы Қазантаев) — казахстанский политический и государственный деятель. Аким города Кызылорды (2021—2022).

## Биография
Родился 20 марта 1960 года в Кзыл-Ординской области.

### Образование
Окончил Джамбулский гидромелиоративно-строительный институт по специальности «инженер-строитель» и Кызылординский государственный университет им. Коркыт ата по специальности «разработка нефтяных и газовых месторождений».

### Трудовая деятельность
Трудовую деятельность начал в 1980 году мастером 9-й передвижной механизированной колонны Жалагашского района.
В 1983—1992 гг. — мастер, старший производитель работ, начальник производственно-технического отдела строительных организаций, главный инженер 3-й межрайонной специализированной передвижной механизированной колонны в Кызылординской области.
В 1992—2013 гг. —  президент корпорации «Нефтегазстрой Кызылорда», заместитель генерального директора ТОО «Ай-Дан», президент акционерного общества «ССК «Акмешіт», исполнительный директор ТОО «Ай-Дан Мұнай», генеральный директор акционерного общества «Сырдариямұнай», генеральный директор ТОО «СП «Транснефтьсервис», исполнительный директор ТОО «Kazpetrol Group».
В 2013—2019 гг. — аким Сырдарьинского района Кызылординской области.
В 2019—2021 гг. — руководитель Южного межрегионального управления Государственной инспекции в нефтегазовом комплексе Министерства энергетики Республики Казахстан.
В 2021—2022 гг. — аким города Кызылорды.